# Zoma Bealoka
Pour les articles homonymes, voir Zoma.
Zoma Bealoka est une ville et une commune urbaine située dans la Province de Tananarive, au centre du Madagascar.

## Géographie-Toe-tany
Zoma-bealoka est une commune rurale composée de huit Fokotany. de la même frontière avec les communes : Soavimbazaha au nord, Ambohitrambo à l'est, Ambatomanjaka à l'ouest et Soamahamanina au sud.
Pour arriver à zoma-Bealoka, il faut prendre la route nationale n° 1 jusqu'à Antranovy (environ 35 km à l'est de Miarinarivo), puis on prend la route secondaire à gauche, tout droit vous traversez 25 km, parcourez quelques villages : Antranomilahatra, Andranomahavelna, Bemahatazana, Mandritsara, Ambaravarantapia et vous etes sur le lieu.

## Économie-Toekarena
La population de la commune est à 98 % agriculteur, éleveur et quelques artisans... mais d'une manière traditionnelle. on cultive généralement le riz; mais aussi le manioc, le mais, les arachides ... les gens vivent donc de leurs productions même si cela ne suffit pas toujours toute l'année.
Durant la période de soudure, les plus pauvres touchent déjà leurs salaires de l'année suivante et ainsi de suite. D'autres vivent de ce que l'on appelle « vary maitso ». C'est-à-dire pendant que le riz est encore vert on le vend déjà à une prix très très bas. On condamne cette pratique car c'est une forme d'escroquerie et d'abus.